# فرد فولسوم
فرد فولسوم (بالإنجليزية: Fred Folsom)‏ هو محامي أمريكي، ولد في 9 نوفمبر 1871 في أولد تاون في الولايات المتحدة، وتوفي في 11 نوفمبر 1944.